# 花城路站
花城路站是广州地铁9号线的一个车站，位于中國廣東省广州市花都区秀全大道花城路口西侧地底，于2017年12月28日随9号线通车而启用。

## 车站結構
花城路站为地下两层11m岛式站，总长213.8m、标准段宽19.70m，车站主体建筑面积8,720.8平方米。

### 車站樓層
本站共有二层，地面为秀全大道、花城路、花都体育馆、花都大剧院以及其他建筑；地下一層為站廳层；地下二層為9號線月台。
| 地下一层 | 站廳                       | 售票機、客服中心、商店、警务室、安检设施 |  |  |
| 地下二层 | 2 站台                     | █9号线 飞鹅岭方向（下站：广州北站）      |  |  |
|          | 岛式站台（卫生间、母婴室） |                                          |  |  |
|          | 1 站台                     | █9号线 高增方向（下站：花果山公园）      |  |  |

### 站厅

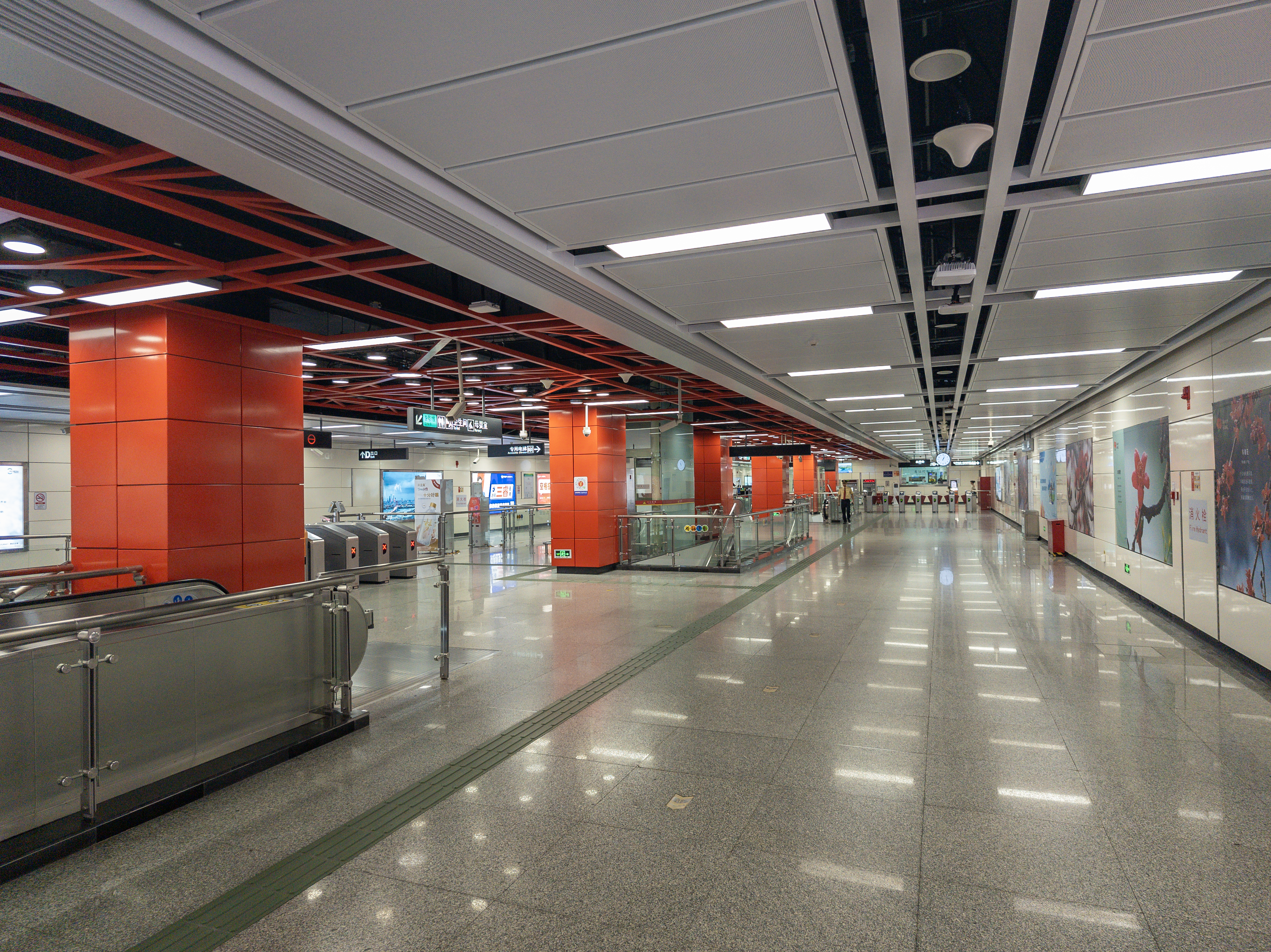
站厅

花城路站站厅设于地下一层，站厅主要设有售票机、客服中心、自助客服中心等设施。为方便行人进出，站厅北侧被划分为收费区，收费区内设三條扶手电梯、一台专用电梯和兩組楼梯方便乘客来往月台层。
另外，本站站厅层设有少数自助服务设施，例如共享充电宝以及自动售卡充值机等。

### 月台
本站设有一个岛式月台，位于秀全大道地底。
本站的卫生间以及母婴室均设于往飞鹅岭方向的一端。

1号月台全景图

### 出入口
花城路站目前设有2个出入口供乘客进出车站，均位于秀全大道北侧；而原规划位于南侧的A、B出口因拆迁问题未能同步实施。
|                                           |                                                       |      |          |                                      |
| 編號                                      | 设施                                                  | 照片 | 出口指示 | 建議前往的目的地                     |
| C                                         | 盲道标志 · 扶手电梯标志                               |      | 花城路   | 新世纪广场东公交车站（南行）         |
| D                                         | 盲道标志 · 升降机标志 · 无障碍通道标志 · 扶手电梯标志 |      | 秀全大道 | 秀全公园、新世纪广场公交车站（西行） |
| 註： 設有 \| 設有 \| 設有 \| 設有扶手電梯 |                                                       |      |          |                                      |

## 接驳交通
花城路附近有新世纪广场巴士站、新世纪广场东巴士站等，方便乘客接驳巴士前往花都区各地。
| 编号       | 编号 | 线路                 | 线路                 | 线路                 | 收费                 | 备注                 |
| ---------- | ---- | -------------------- | -------------------- | -------------------- | -------------------- | -------------------- |
|            | 花8  | 平西村               | ⇆                    | 东镜村               | 2元                  |                      |
|            | 花9  | 城东停车场           | ⇆                    | 佳仕达工业园         | 2元                  |                      |
|            | 花10 | 已于2025年6月5日停办 | 已于2025年6月5日停办 | 已于2025年6月5日停办 | 已于2025年6月5日停办 | 已于2025年6月5日停办 |
|            | 花11 | 联乡路               | ⇆                    | 团结村               | 2元                  |                      |
|            | 花17 | 站前路公交总站       | ⇆                    | 联民村               | 2–4元                |                      |
|            | 花21 | 东莞村               | 全程 ⇆               | 广清城际乐同站       | 2元                  |                      |
| 夜班短线 ⇆ | 花21 | 东莞村               | 大布市场             |                      | 2元                  |                      |
|            | 花37 | 岐山村市场           | ⇆                    | 城东停车场           | 2元                  |                      |
|            | 花84 | 广州北站             | ⇆                    | 地铁太平站           | 2–5元                |                      |
|            | 夜92 | 人和墟               | ⇆                    | 广州城电狮岭充电站   | 4元                  | 715路附属线路        |

| 编号 | 编号  | 线路                 | 线路                 | 线路                 | 收费                 | 备注                 |
| ---- | ----- | -------------------- | -------------------- | -------------------- | -------------------- | -------------------- |
|      | 702   | 机场路               | ⇆                    | 广州北站             | 3–4元                |                      |
|      | 712   | 人和（恒充充电站）   | ⇆                    | 广州城市理工学院     | 3元                  |                      |
|      | 713   | 江高（夏荷路）       | ⇆                    | 花都培正学院         | 3元                  |                      |
|      | 花7   | 广州北站西广场       | ⇆                    | 广州城市理工学院     | 2元                  |                      |
|      | 花8   | 平西村               | ⇆                    | 东镜村               | 2元                  |                      |
|      | 花9   | 城东停车场           | ⇆                    | 佳仕达工业园         | 2元                  |                      |
|      | 花75A | 已于2025年6月5日停办 | 已于2025年6月5日停办 | 已于2025年6月5日停办 | 已于2025年6月5日停办 | 已于2025年6月5日停办 |

## 利用状况
由于花城路站位于花都区新华街道的旧城区地带，有众多住宅小区、商业区以及多所中小学校，因此全天会有众多乘客利用本站进出。
在9号线开通初期，受广清城际铁路建设以及广州北站周边改造工程未完善的影响，广州北站地铁站无法通往国铁广州北站，乘客需从本站D口出站，沿秀全大道步行约800米后，方可到达国铁广州北站。因此，许多国铁乘客会利用本站进出以接驳地铁。直到2021年1月28日，国铁广州北站和城际花都站两站联络通道开通，乘客无需再从本站前往国铁广州北站。

## 历史
为完善秀全大道、花城路商业区的交通出行，应花都区政府的要求，地铁公司于2010年决定新增花城路站。2013年5月27日，本站正式动工建设。
2013年9月4日，花果山公园站至本站的左线顺利始发；2016年9月21日，本站主体结构顺利封顶；2017年1月18日，本站至广州北站的区间隧道双线贯通，意味着九号线已安全平稳成功下穿武广高铁和京广铁路。
2017年12月28日，本站随9号线开通而启用。
受疫情防控措施影响，本站于2022年10月12日22时47分至当日收车时停止乘客进站，10月13日至10月25日、11月8日15时至11月15日17时两度暂停开放，后恢复正常服务。